# Paspalum inconstans
Paspalum inconstans är en gräsart som beskrevs av Mary Agnes Chase. Paspalum inconstans ingår i släktet tvillinghirser, och familjen gräs. Inga underarter finns listade i Catalogue of Life.